# Peanion
Peanion (en llatí Paeanium, en grec antic Παιάνιον) era una ciutat d'Etòlia propera al riu Aqueloos, una mica al sud d'Itòria i al nord d'Eníades, que es trobava a l'altra banda del riu.
Era una ciutat petita, amb només set estadis de circumferència, i Filip V de Macedònia la va destruir l'any 219 aC, segons Polibi. Segurament es va reconstruir i va passar a anomenar-se Fana (Φάνα), que va ser ocupada pels aqueus segons explica Pausànias, i era prop del mar. Esteve de Bizanci menciona una ciutat amb el nom de Fana, i diu que és una ciutat d'Itàlia, però sembla un error i s'ha proposat corregir la lectura Πόλις Ἰταλίας (ciutats d'Itàlia) per Πόλις Αἰτωλίας (ciutats d'Etòlia) als manuscrits conservats.